# Seuil de pauvreté
 (décembre 2018).
 (mars 2025).

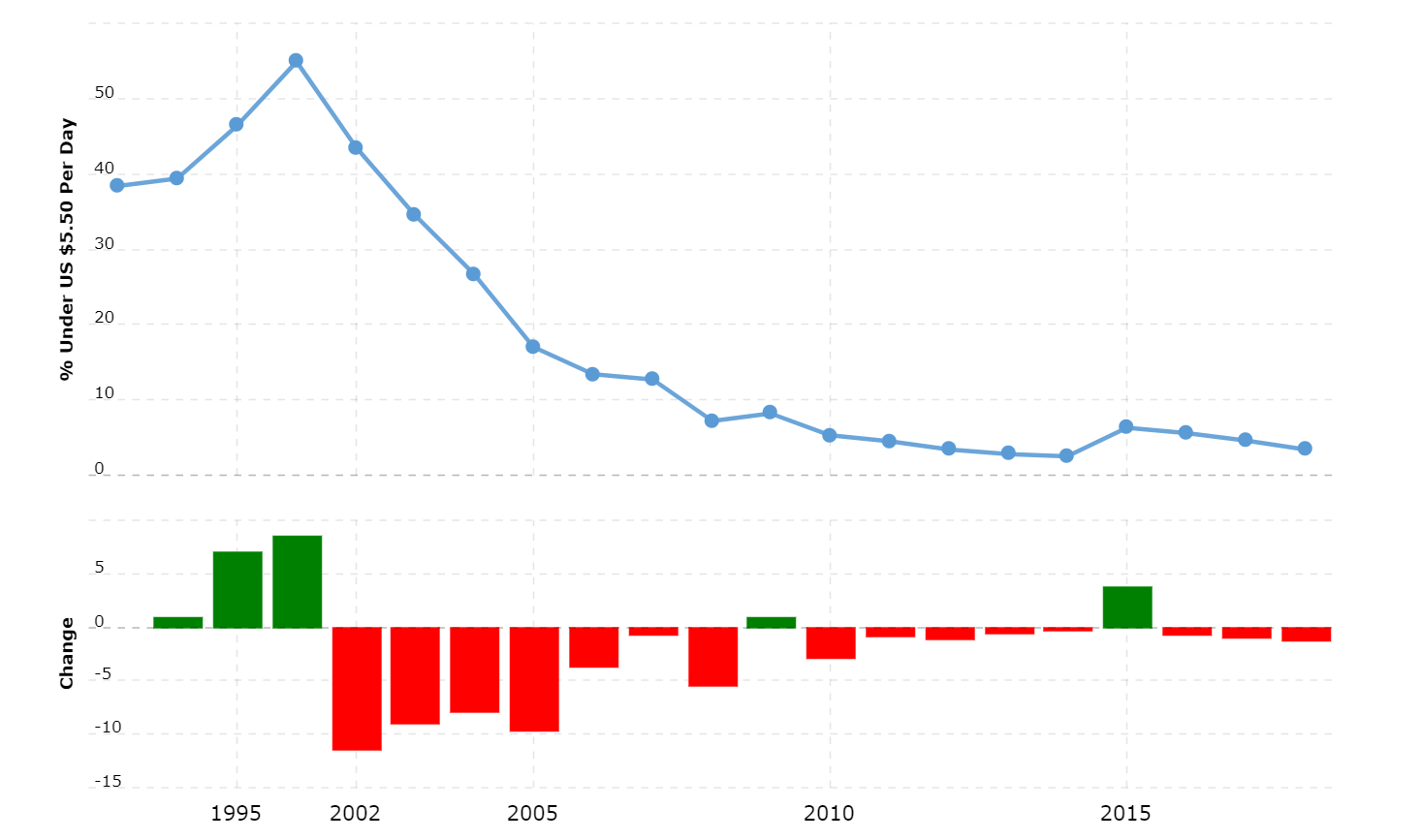
exemple de l'évolution de la pauvreté en Ukraine

Le seuil de pauvreté est un indicateur lié à la pauvreté. Le seuil de pauvreté peut être défini de manière absolue (en fonction d'un panier de consommation minimale, avec ou sans référence monétaire) ou relative (en pourcentage du revenu médian ou moyen). Ce seuil prend des valeurs radicalement différentes selon l'option de calcul retenue pour le pays. Il correspond à un % de la population appelé taux de pauvreté.
Le seuil de pauvreté relative correspond à un taux (stable selon les pays) d'environ 15% de la population (% résultant de la méthode de calcul) ; ce qui ne veut pas dire que 15% de la population est pauvre. En revanche, le taux correspondant à l'indicateur absolu est une bonne évaluation de la pauvreté.
Les facteurs individuels sont pris en compte pour adapter la notion à la diversité des situations, par exemple les charges familiales, l’âge, ou encore le nombre de personnes vivant dans le ménage.

## Mesures
La notion de pauvreté monétaire étant difficile à cerner avec précision, plusieurs conventions sont utilisées pour déterminer le seuil de pauvreté. On distingue en général un seuil de pauvreté absolue, utilisé pour les pays en développement et plusieurs pays développés, et un seuil de pauvreté relative, utilisé dans quelques pays développés.
Le seuil de pauvreté est utile en tant qu’outil économique pour mesurer l'effet des réformes socio-économiques de lutte contre la pauvreté (minima sociaux, allocation universelle,…). Il est aussi utilisé pour comparer l'évolution de certains pays par rapport à d'autres.
Dans les deux cas, il ne faut pas confondre les revenus des ménages et les revenus des individus (en simplifiant : le ménage Bill Gates est très riche, monsieur aussi, pas madame).

### Seuil de pauvreté absolue
Pour déterminer le seuil de pauvreté, on cherche généralement à établir combien coûtent au total toutes les ressources essentielles qu’en moyenne un adulte consomme en un an. Cette approche se fonde sur l’évaluation qui est faite de la dépense minimale pour assurer un niveau de vie tolérable. Cette méthode est à l'origine du calcul du seuil de pauvreté aux États-Unis, où le seuil de pauvreté a été depuis relevé en raison de l’inflation. Il est aussi utilisé au Canada. Dans certains pays en développement, la plus importante partie des ressources est affectée au loyer nécessaire pour vivre dans un appartement[réf. nécessaire]. Les économistes attirent ainsi l’attention sur le marché immobilier et sur les prix de logement à cause de leur forte influence sur le seuil de pauvreté. Une autre approche est de considérer le nombre de privations pour raisons financières auxquelles sont exposés un ménage ou une personne. En France par exemple le seuil de pauvreté absolue est atteint quand une personne est exposée à au moins 5 facteurs de privation sur les 13 définis.
Il existe plusieurs méthodes d'évaluation absolue de la pauvreté. Toutes ces méthodes se fondent sur des conventions normatives admises à un moment donné dans le pays ou dans une communauté donnée. Une de ces méthodes est fournie par la Banque mondiale, avec comme critère un seuil normatif de 1 dollar (de 1995) par personne et par jour ; un seuil de deux dollars est également couramment employé. Le nombre de personnes sous ce seuil dans un pays est délicat à estimer : d'une part, les pays concernés n'ont pas les moyens de tenir des statistiques nationales détaillées, d'autre part, à ce niveau de revenu, il faut tenir compte d'activités non marchandes, comme l'autoconsommation ou l'accès possible à des services publics. Cette méthode s'applique essentiellement dans le cadre des comparaisons internationales entre pays.
Afin de pouvoir faire des comparaisons internationales, les seuils doivent être exprimés en parité de pouvoir d'achat, ce qui permet de s'affranchir des différences de pouvoir d'achat des différentes devises. Toutefois, cette méthode est sujette à caution, puisque la consommation des ménages pauvres peut être différente de celle du ménage représentatif, servant à l'établissement des taux de parité de pouvoir d'achat.
Une autre approche de la pauvreté absolue est fondée sur la méthode du coût des besoins essentiels. Cette méthode consiste à estimer le niveau de revenu nécessaire à un individu pour satisfaire un besoin calorique normatif donné (2 450, 2 400, 2 200, 2 100 kcal ou tout autre niveau). Cette approche suppose la détermination de deux composantes du seuil de pauvreté : une composante monétaire et une composante non monétaire. Le seuil de pauvreté est la somme des deux seuils précédemment estimés.
Dans certains pays industrialisés comme les États-Unis ou le Canada, c'est aussi un seuil absolu qui est utilisé ; il correspond à un panier de biens et services essentiels, et il est mis à jour en fonction de l'évolution du coût de la vie. Dans ce cas, les raisonnements socio-économiques se font sur le taux (% de la population).

### Seuil de pauvreté relative
Cette méthode de calcul tient compte du niveau de vie d'un pays. Le plus souvent on utilise une fraction du revenu médian. Cela peut être 40 %, 50 %, 60 % ou 70 % selon les cas. L'Union européenne utilise un seuil à 60 % (Eurostat) correspondant à un taux d'environ 15 % de la population (en 2014 : 14,1 % en France). La France utilisait jusqu'en 2008 un seuil à 50 % avant de présenter également un seuil à 60 %. Dans ce cas, les raisonnements socio-économiques se font sur la valeur du seuil (en € par exemple).
Ainsi, si le revenu de l'ensemble de la population augmentait de manière homogène (non différenciée dans les différentes couches de la population) d'un même facteur, le revenu correspondant au seuil de pauvreté augmenterait lui aussi dans la même proportion et le taux de pauvreté resterait identique.
Mais en pratique, les revenus d'une population n’évoluent jamais de façon uniforme. Ainsi, une augmentation du revenu médian, sans augmenter les faibles revenus, augmente mécaniquement le taux de pauvreté relative, sans que cette augmentation du taux corresponde à un appauvrissement global de la population, au contraire,.
Réciproquement, une baisse du revenu médian (par exemple par une perte de pouvoir d'achat des classes moyennes ou supérieures) induit une diminution du taux de pauvreté relative, même si dans le même temps les revenus placés sous le seuil de pauvreté ne bougent pas, ou baissent également mais de façon plus modérée.
Cette mesure apporte donc un éclairage très subjectif de la pauvreté qui est critiqué pour diverses raisons par de nombreux économistes, dont Amartya Sen qui a reçu le Prix de la Banque de Suède en sciences économiques en mémoire d'Alfred Nobel pour ses travaux sur l'économie du bien-être.
Le seuil de pauvreté relative apparaît davantage comme une mesure des inégalités de revenus. Selon Eurostat, il ne s'agit pas d'un indicateur de richesse ou de pauvreté, mais un « point de comparaison des bas revenus par rapport aux revenus des autres habitants d’un pays donné », et parle plutôt de « seuil de risque de pauvreté ».

### Risque de confusion
Il est fréquent de rencontrer dans des publications une confusion entre le seuil de pauvreté relative et le seuil de pauvreté absolue. Ce qui peut conduire à des affirmations difficilement interprétables comme « en France il y a 14 % de pauvres ». Comme l'expliquent les économistes, une rédaction correcte pourrait être, par exemple : « En France, en 2015, 13 % des individus disposaient de moins de 1 015 € mensuels (somme correspondant au seuil de pauvreté relatif) ». En fait, l'apparente « objectivité absolue » du recours à une méthode statistique (p. ex. 60 % de la médiane) conduit souvent des personnes non averties à des conclusions inexactes, conclusions surévaluant le nombre de pauvres ou raisonnant de façon erronée sur les fluctuations du pourcentage liées à la précision de la méthode (ou au changement de méthode de calcul par l'INSEE).

## Dans le monde
La Banque mondiale, qui étudie surtout les pays en développement, retient des seuils de pauvreté absolus identiques (1,90 dollar/jour à partir de 2015 lorsque la Banque Mondiale a décidé de relever ce seuil de 1,25 à 1,90$, 2 dollars/jour, etc.), et tient compte dans ses mesures des parités de pouvoir d'achat.

### Dans l'Union européenne
Pour l'Union européenne, Eurostat utilise un seuil relatif de 60 % du revenu médian national, après transferts sociaux.
En 2017, c'est la République tchèque qui affiche le taux de pauvreté le plus faible (9,6 %) de l'Union Européenne suivie de la Finlande, le Danemark et la Hongrie avec des taux inférieurs à 13 %. À l’opposé, ce sont la Roumanie et la Lettonie qui ont les taux de pauvreté les plus élevés, d’au moins 23 %.

### Seuil de pauvreté relative en France
Entre 1970 et 2010, le seuil de pauvreté relative à 50 % a doublé en euros constants.
En 1996, 4,7 millions de personnes (8,3 % de la population) vivaient en dessous du seuil de pauvreté relative de 50 %, et 8,3 millions de personnes (14,6 % de la population) sous le seuil de pauvreté relative de 60 %.
En 2012, 13,9 % de la population vivait en dessous du seuil de pauvreté relative, situé alors à 987 euros par mois. Ce taux accuse une légère baisse car il était de 14,3 % en 2011 ce qui ne traduit pas pour autant une hausse du niveau de vie des plus pauvres.
En 2014, 8,77 millions de personnes (14,1 % de la population) vivaient en dessous du seuil de pauvreté relative correspondant à 1 008 euros par mois pour une personne seule.
En 2017, 8,9 millions de personnes (14,1 % de la population) vivaient avec un niveau de vie inférieur au seuil de pauvreté de 60 %.
En 2018, pour une personne seule, le seuil de pauvreté relative mensuel était de 1 063 euros (seuil à 60 %). Pour un couple avec deux enfants de moins de 14 ans, le seuil en 2018 était de 2 231 euros (seuil 60 %).